# (44263) Nansouty
(44263) Nansouty est un astéroïde de la ceinture principale.
Il doit son nom au général Charles Dubois Champion de Nansouty, cofondateur de l'observatoire du Pic du Midi de Bigorre.

## Description
(44263) Nansouty est un astéroïde de la ceinture principale. Il fut découvert le 28 août 1998 à Dax par Philippe Dupouy et Frédéric Maréchal. Il présente une orbite caractérisée par un demi-grand axe de 2,75 UA, une excentricité de 0,14 et une inclinaison de 8,3° par rapport à l'écliptique.

## Compléments